# Valdeolmillos
Valdeolmillos település Spanyolországban, Palencia tartományban. Valdeolmillos Fuentes de Valdepero, Monzón de Campos, Villamediana és Villalobón községekkel határos. Lakosainak száma 60 fő (2024).

## Népesség
A település népessége az elmúlt években az alábbi módon változott:
| Lakosok száma | 88   | 83   | 70   | 70   | 67   | 69   | 64   | 57   | 55   | 60   |
|               | 2001 | 2004 | 2007 | 2009 | 2012 | 2014 | 2017 | 2019 | 2022 | 2024 |